# Ибирапуан
Ибирапуан (порт. Ibirapuã) — муниципалитет в Бразилии, входит в штат Баия. Составная часть мезорегиона Юг штата Баия. Входит в экономико-статистический микрорегион Порту-Сегуру. Население составляет 6225 человек на 2006 год. Занимает площадь 786,058 км². Плотность населения — 7,9 чел./км².
Праздник города — 20 июля.

## История
Город основан 20 июля 1962 года.

## Статистика
- Валовой внутренний продукт на 2003 год составляет 36 552 100,00 реалов (данные: Бразильский институт географии и статистики).
- Валовой внутренний продукт на душу населения на 2003 год составляет 5517,30 реалов (данные: Бразильский институт географии и статистики).
- Индекс развития человеческого потенциала на 2000 год составляет 0,673 (данные: Программа развития ООН).